# Calle de Romeu
La calle de Romeu es una vía pública de la ciudad española de Sagunto.

## Descripción
La vía discurre desde la calle del Camino Real hasta la de los Huertos. Honra con el título, que ostenta desde 1888, a José Romeu Parras, saguntino que murió durante la guerra de la Independencia; tiene, asimismo, una estatua en el lugar, cerca del cruce con la calle de Marco. Aparece descrita en el Nomenclator de las calles, plazas y puertas antiguas y modernas de la ciudad de Sagunto (1901) de Antonio Chabret y Fraga con las siguientes palabras:

Romeu (calle de). Empieza en la calle Real y desemboca en la de los huertos. Recibió el nombre en el año 1888, en cuya época se inauguró el busto de D. José Romeu, insigne patriota saguntino de la guerra de la Independencia, y tributáronsele honras fúnebres, con asistencia de los individuos de su familia y numeroso concurso de personas distinguidas. Sobra la casa que habitó el célebre guerrillero se colocó una inscripción que dice así: «En 26 de Enero de 1778, nació en esta casa D. José Romeu Parras, víctima de la independencia española: renovó el heroismo de los antiguos saguntinos, sacrificando su fortuna y su vida, antes que someterse al invasor. Para memoria 1888».
(Chabret y Fraga, 1901, pp. 85-86)